# 크리스 패튼 (성우)

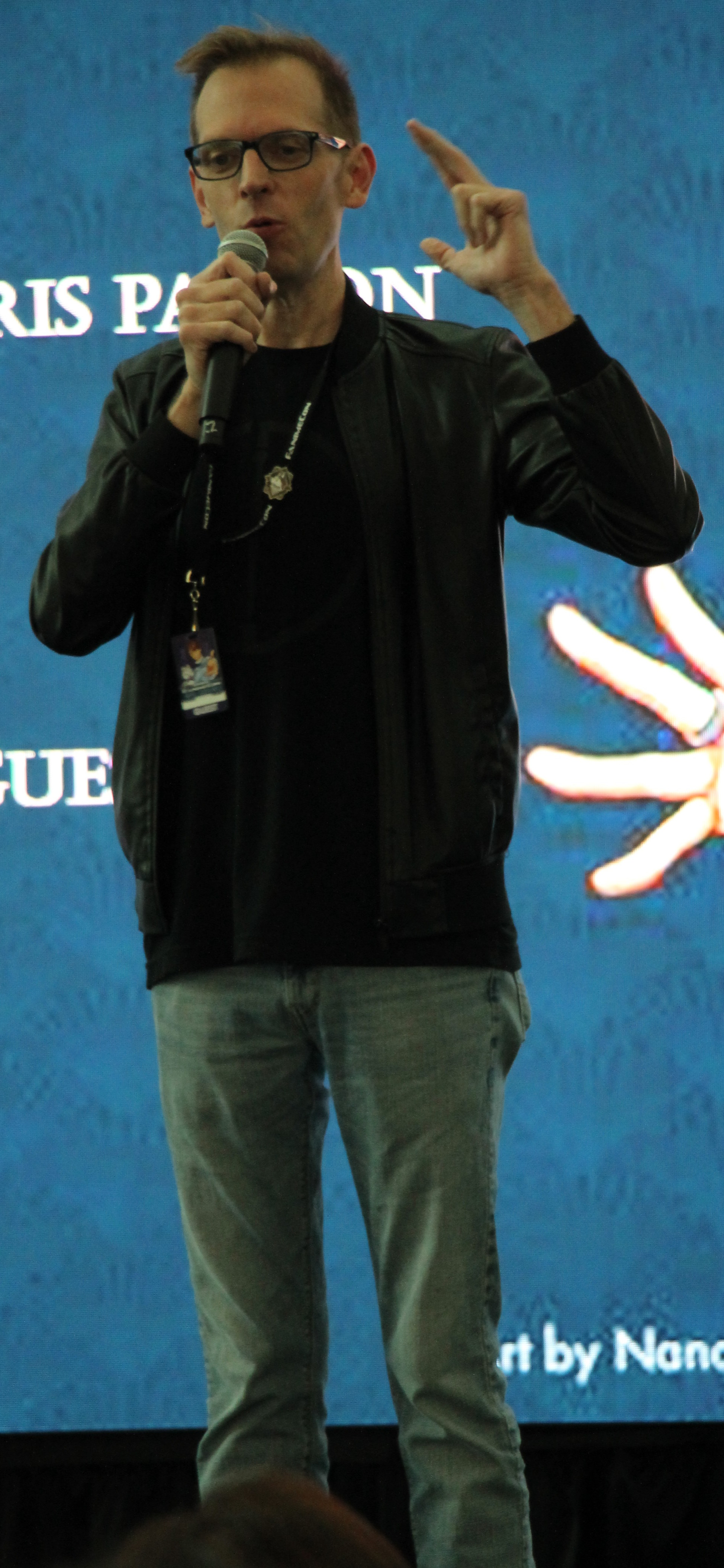

크리스 패튼 (Chris Patton, 1971년 3월 15일 ~ )은 미국의 성우이다.